# Солдатов, Сергей Викторович
Сергей Викторович Солдатов (укр. Сергій Вікторович Солдатов; 12 октября 1970, Сочи, РСФСР, СССР) — российский футболист и украинский тренер.

## Биография

### Клубная карьера
Профессиональную карьеру футболиста провел в России, где играл на позиции полузащитника в командах «Арсенал» (Тула), «Торпедо» (Сочи), «Лада» (Тольятти), «Жемчужина» (Сочи), «Энергия» (Чайковский), «Металлург» (Новокузнецк). Также выступал в украинских любительских командах «Динамо-3» и «Днепр» (Киев), «Восход» (Славутич).

### Тренерская карьера
Тренерскую работу начал в 2003 году, устроившись тренером в ДЮСШ «Смена-Оболонь» (Киев), где проработал до 2012 года. С февраля 2013 года назначен главным тренером футбольного клуба «Оболонь-Бровар» (Киев). Под его руководством команда завоевала весомые достижения, а именно сначала серебряные медали Второй лиги Украины, а через год бронзовые Первой лиги. После этих достижений перед Сергеем Викторовичем и командой стояла задача выхода в Премьер-лигу, но по ходу сезона команда под его руководством стала существенно терять позиции в турнирной таблице и 24 октября 2016 года Сергей Солдатов подал в отставку.

## Достижения

### Как игрок
- Серебряный призёр первой лиги России (1): 1995
- Победитель второй лиги России (зона Восток) (3): 1999, 2000, 2002

### Как тренер
- Бронзовый призёр первой лиги Украины (1): 2015/16
- Серебряный призёр второй лиги Украины (1): 2014/15